# Wojciech Lipoński

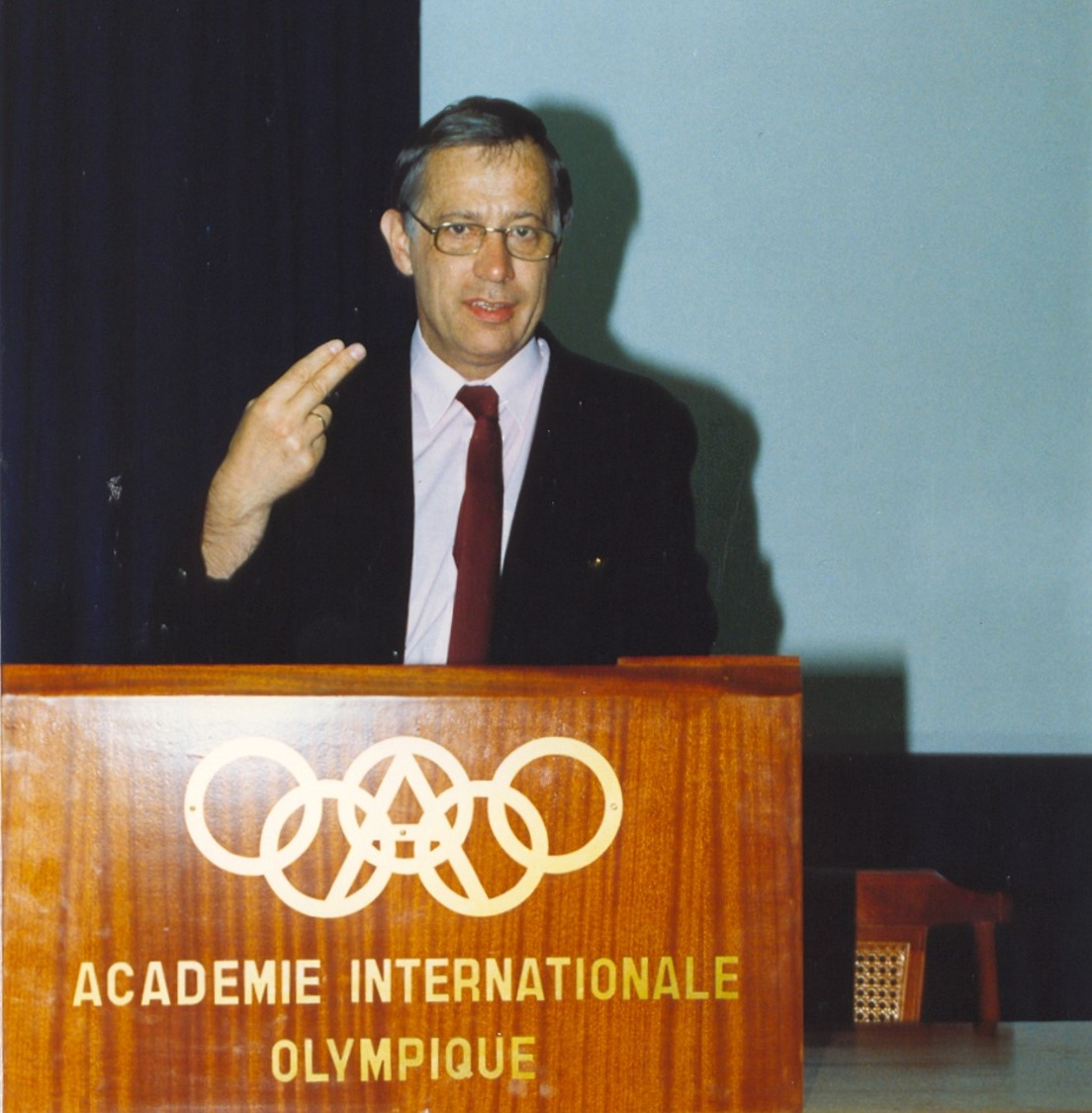
Wojciech Lipoński

Wojciech Lipoński (* 16. Dezember 1942 in Sosnowiec) ist ein polnischer Anglist, Historiker, Sporthistoriker und erfolgreicher Leichtathlet.

## Sportliche Karriere
Liponski war Teil des goldenen Zeitalters des polnischen 400-m-Laufes. Bei den Olympischen Sommerspielen 1964 gewann er mit der polnischen 4 × 400-m-Staffel die Bronzemedaille. Im selben Jahr war er Teil der Staffel, die den polnischen Rekord auf 3:06,8 min verbesserte. 1965 nahm er an dem Leichtathletik-Europacup in der 4 × 400-m-Staffel in Stuttgart teil. 1966 lief er seine Bestzeit mit 46,9 s.

## Wissenschaftliche Karriere
Liponskis Laufbahn ist eng mit Posen verbunden, wo er als Sportler nicht an der Sporthochschule, sondern an der Universität studierte. Hier absolvierte er 1967 erfolgreich sein M.A.-Examen in polnischer Sprache und Literatur. Es kam ihm hierbei entgegen, dass er als Oberschlesier neben Polnisch von vornherein Deutsch sprechen konnte und intensiv Englisch lernte. Er wurde von der Abteilung für Polnisch-Britische Beziehungen und Geschichte angestellt, an der er 1972 in Polnischer Kultur und Volkskunde promoviert und 1977 mit einer Arbeit zu den polnisch-britischen kulturellen Beziehungen habilitiert wurde. 1975/76 war er ein Jahr Stipendiat an der University of Florida in Gainesville. Da er sich nicht in der Kommunistischen Partei engagierte und stattdessen zu Sport und Literatur sowie einer Humanistischen Enzyklopädie des Sports arbeitete, wurde er als ehemaliger Spitzensportler zwar nicht entlassen, aber auch trotz Habilitation nicht befördert. Erst 1995 bekam er eine ordentliche Professur für Britisch-Polnische Beziehungen in der Kulturwissenschaften an der Adam-Mickiewicz-Universität Posen, verbunden mit einer Professur an der Sporthochschule Posens, der Wykładowcy Akademii Wychowania Fizycznego im. Eugeniusza Piaseckiego für Olympismus. 2012 wurde er emeritiert, setzte seine Karriere jedoch als Seniorprofessor an der Universität Stettin mit denselben Schwerpunkten fort. Von 1992 bis 2001 war er regelmäßig Dozent an der Internationalen Olympischen Akademie (IOA) in Olympia und ist seitdem Supervising Professor der IOA. Seit 1987 ist er der Herausgeber der Polish-Anglo-Saxon Studies, Poznań, und von 1989 bis 2001 war er das verantwortlich Mitglied für Osteuropa der Redaktion des International Journal of the History of sport.
In Deutschland sind seine Arbeiten vor allem durch Arnd Krüger und durch Roland Naul bekannt geworden. Der WorldCat hat 132 Werke von/über ihn.

## Publikationen (Auswahl)
- Zapomniani piewcy sportu, Warszawa, Wydawnictwo Sport i Turystyka (1970)
- 25 lat w służbie sportu polskiego, Księga pamiątkowa z okazji srebrnego jubileuszu WKS Zawisza, Bydgoszcz 1971
- Ucieczka ze stadionu, Warszawa, Instytut Wydawniczy PAX (1972)
- Sport-literatura-sztuka, Warszawa, Wydawnictwo sport i Turystyka (1974)
- Polska a Brytania, Poznań, Wydawnictwo Naukowe UAM (1978)
- Jak biegać po zdrowie? poradnik treningowy, Krajowa Agencja wydawnicza, Warszawa 1985, ISBN 83-7648-772-8.
- Humanistyczna encyklopedia sportu (1987) ISBN 83-217-2448-5
- Dzieje sportu polskiego, Poznań, Wyd. Podsiedlik-Raniowski i Spółka (1998 i kilka nast.) ISBN wyd. I 83-7083-887-1
- Polacy na olimpiadach, Wyd. Podsiedlik-Raniowski i Spółka, Bd. I 2000, ISBN 83-7212-315-2; Bd. II, mit Seweryn Lipoński, Publicat, Poznań 2008
- Narodziny cywilizacji Wysp Brytyjskich, Bd. I SAWW, Poznań 1995; Bd. II Bene Nati, Poznań 1998; Bd. III und IV Wydawnictwo Poznańskie, Poznań 2001 und 2017; ISBN 978-83-7976-654-3
- Encyklopedia sportów świata, Poznań, Atena (2001), UNESCO, wydana również w innych wersjach językowych pod patronatem UNESCO:
  - English: World Sports Encyclopedia, Atena, UNESCO Poznań (2003) ISBN 83-85414-77-0
  - American: World Sports Encyclopedia Poznań-St. Paul USA, MBI-UNESCO (2003) ISBN 0-7603-1682-1
  - Französisch: L'Encyclopédie des sports, Paris, Grund-UNESCO, (2005) ISBN 2-7000-1227-5
  - Polnisch: mit Krzysztof Sawala, Warszawa, Agora 2008, ISBN 978-83-7552-144-3
- Rochwist i palant. Studium etnologiczne dawnych polskich sportów i gier ruchowych, Poznań Dział Wydawnictw AWF (2004) ISBN 83-88923-36-6
- Historia Sportu, Wydawnictwo Naukowe PWN (2012) ISBN 978-83-01-17001-1
- Kultura europejska a historiografia zachodnia ignorująca Europę na wschód od Łaby, Opuscula Gniesniensia, Gniezno 2014, ISBN 978-83-60251-79-9
- Landmarks in British History and Culture, Wydawnictwo Naukowe UAM, Poznań 2015, ISBN 978-83-232-2929-2; Bd. II 2016, ISBN 978-83-232-3110-3
- The Truth of Sport, Szczecin, Faculty of Physical Culture and Health Promotion, University of Szczecin (2016) ISBN 978-83-7972-078-1